# 權基瑛
權基瑛（韓語：권기영），韓國電視劇編劇。

## 作品

### 電視劇
- 2007年：SBS《為愛瘋狂》
- 2010年：KBS《Drama Special－隔壁大嬸》
- 2011年：SBS《守護老闆》
- 2012年：KBS《Drama Special－朋友之間的兇手》
- 2013年：SBS《我戀愛的一切》
- 2015年：KBS《記得你》
- 2017年：SBS《奇怪的搭檔》
- 2022年：tvN《Link：盡情吃，用力愛》

## 外部連結
- NAVER搜索